# 誉 (イラストレーター)
誉（ほまれ）（1978年6月1日 -）は、日本のイラストレーター、ゲームクリエイター、及びキャラクターデザイナー。九州在住、男性。既婚。熊本県に拠点を置くゲーム開発会社アルファ・システムに所属しつつ個人名義でイラストレーターとして活動している。

## 活動
主に商業向けにてキャラクターデザインやムックの挿絵などを多く手がけている。2004年より、数多くのゲームのキャラクターやモンスターデザインなどを手がける。
また、2003年からは、小説の挿絵やカードデザイン、雑誌挿絵などをも数多く手がけている。

## 仕事履歴

### ゲーム関連
特筆のない作品については全て、人物のイメージイラストやキャラクターデザインを担当している。発売元略。
2004年
- ヴァンパイアパニック(PS2) / クリーチャーデザイン

2005年
- 式神の城3(アーケード) / クリーチャーデザイン

2007年
- テイルズ オブ イノセンス(DS) / モンスターデザイン

2008年
- 悠久の車輪(アーケード)
- 不如帰(PSP)
- レッスルエンジェルスサバイバー2(PS2)

2009年
- テイルズ オブ ザ ワールド レディアント マイソロジー2(PSP) / モンスターデザイン
- 転生絵巻伝 三国ヒーローズ(オンラインゲーム)
- ファンタシースターポータブル2(PSP) / メカデザイン モンスターデザイン

2010年
- キングダム ロード(オンラインゲーム)
- FULL METAL RIDE(オンラインゲーム)

2011年
- DEMONS CODE(オンラインゲーム)
- 俺の屍を越えてゆけ(PSP) / 妖怪グラフィック 美人画 武者絵
- 聖戦ケルベロス(ソーシャルゲーム) / 2011年 -

2020年
- ファイナルファンタジーVII リメイク[1] / 一部キャラクターデザイン、背景、アイテム、エネミー等

2012年
- 天空のドラゴニア(ソーシャルゲーム)
- ソード・オブ・リベリオン(オンラインゲーム)
- ファイアーエムブレム 覚醒(3DS DLC)

2022年
- 奥さまの回復術[2]（PCアダルトゲーム）

2024年
- ファイナルファンタジーVII リバース[1] / 一部キャラクターデザイン

### 書籍
特筆のない作品については全て挿絵を坦当している。出版社名略。
2003年 - 2006年
- 小説 式神の城 シリーズ全巻(著：海法紀光・芝村庸吏)うちO.V.E.R.S. ver 0.81, Paradise Typhoon以外はすべて、イラストは誉が担当。アンソロジーコミック1・2、公式設定資料集 等。

2004年
- アルファ システムサーガ / Aの魔法陣 / 風のゆくえを追って

2006年
- アルファ システムデザインワークス
- Aの魔法陣ルールブック（著：芝村裕吏）
- Aの魔法陣リプレイブック〜式神の魔法陣編〜（著：芝村裕吏）

2008年
- 幻獣イラスト大辞典
- レッスルエンジェルス サバイバー2 ザ・コンプリートガイド

2009年
- 幻想世界の神々 イラスト大事典
- 三国志 英傑大事典
- 天使・悪魔・妖精イラスト大事典
- 戦国武将完全ビジュアルガイド
- 森蘭丸 乱世を駆け抜けた青春（著：八尋舜右）
- 本当は怖い戦国武将たち
- 仏像イラストガイド

2010年
- 世界の海賊 伝説と謎
- ファンタシースターポータブル2設定資料集
- 世界の神々の意外な結末
- 幕末志士完全ビジュアルガイド
- 天使と悪魔の謎を楽しむ本
- 戦国忍者 クール列伝
- ゼノブレイド ザ・シークレットファイル
- 聖書の人々 完全ビジュアルガイド
- 初音ミクGraphics 2
- ファイアーエムブレム アカネイア・クロニクル

2011年
- 三国志完全 ビジュアルガイド
- 伝説の神獣・魔獣イラスト大事典

2012年
- 本当に怖い世界の呪文
- すーぱーそに子ビジュアルファンブック
- 「ローマ帝国」の謎を楽しむ本
- 「日本神話」の謎を楽しむ本
- クイーンズブレイド グリムワール 赤頭巾の魔狩人 ザラ

2013年
- 萌える！妖怪大事典
- ZOE HD EDITION ザ・コンプリートガイド＋設定資料集HAIDARA EXtended

2020年
- 奴隷転生 〜その奴隷、最強の元王子につき〜

### カードゲーム他
全てキャラクターデザイン担当。発売元略。
2004年
- ヴァンパイアパニック / 販売店舗用特典テレカ / 壁紙イラスト
- ヴィーナスアイドルプロジェクト2004 SUMMER / 色紙

2005年
- 絢爛舞踏祭(PS2)キャンペーン用付録小説（著：芝村裕吏）
- ドラゴンオールスターズめりくり

2005 - 2010年
- ディメンション・ゼロ

2006年
- 式神の城 3(PC版)
- 式神の城3(サウンドトラック) / イラスト
- ギャルズKISS(携帯アプリ) / イラスト

2006 - 2007年
- 牙 －KIBA－

2007年
- ヴィーナスアイドルプロジェクト2007 SUMMER
- レッスルエンジェルスサバイバー2

2009年～
- クイーンズブレイド ザ・デュエル

2009年
- OS：クイーンズブレイド1.00

2010年
- ヴィーナスアイドルプロジェクト2010

2011年
- ChaosTCG OS：東方混沌符2.00

2012年～
- Z/X -ゼクス-

### 雑誌他
全てイラストレーション。
2003年
- 月刊アルカディア / 2004年年賀状イラスト

2004年
- 月刊アルカディア / 2005年年賀状イラスト
- ドリマガ / 2005年年賀状イラスト
- コミック メガストア (04.1月号)

2005年
- RPGamer (05.11月号)  / 付録カードイラスト
- 月刊アルカディア / 2006年年賀状イラスト
- ドリマガ / 2006年年賀状イラスト

2007年
- 電撃マ王 (07.6月号)

2010年
- 月刊アルカディア8月号
- 月刊アルカディア9月号

2012年
- アクションピザッツ9月号

2013年-
- 漫画ばんがいち（表紙担当・不定期）